# Kimba, der weiße Löwe
Kimba, der weiße Löwe (jap. ジャングル大帝, Janguru Taitei für Jungle Taitei, zu dt. „Dschungelkaiser“) ist eine international erfolgreiche Manga-Serie des japanischen Zeichners Osamu Tezuka, die auch in Form von Animes umgesetzt wurde. Die erste Umsetzung des Mangas als Fernsehserie war zugleich die erste japanische Serie in Farbe. Die drei TV-Serien umfassten im Zeitraum von 1965 bis 1989 insgesamt 130 Folgen.
Die Geschichte handelt von einem weißen Löwen, der nach dem Tod seiner Eltern den Dschungel regieren will.

## Handlung
Der weiße Löwe Cäsar (Panja) ist der König eines afrikanischen Dschungelreiches. Als Menschen seine Gefährtin fangen, wird Cäsar bei dem Versuch, sie zu befreien, getötet. Auf der langen Schiffsreise, die sie in einen Zoo bringen soll, bringt Cäsars Gefährtin dessen Sohn Kimba (Leo) zur Welt und erzählt ihm von seinem Vater. Um die Nachfolge Cäsars anzutreten, springt Kimba über Bord und sucht den Weg nach Afrika. Bald darauf sinkt das Schiff mit Kimbas Mutter bei einem Sturm.
Schließlich entdeckt Kimba gemeinsam mit der französischen Ratte Jaques Land und findet im Jungen Kenichi einen menschlichen Freund. Mit diesem lebt er eine Zeit lang zusammen, wobei er stets zwischen seinen Instinkten als wildes Tier und der von Kenichi vermittelten Freundschaft und Großzügigkeit schwankt. Schließlich kehrt er in das Land seines Vaters zurück. Dort muss das weiße Löwenkind feststellen, dass es fast gezähmt ist und nicht in den Dschungel passt. Doch Kimba will genauso stark und stolz wie sein Vater werden und den Dschungel regieren. Jedoch hat sich inzwischen der Löwe Bubu das Königreich angeeignet. Da er kein guter Herrscher ist, erhält Prinz Kimba die Unterstützung der Tiere, um den Thron zurückzugewinnen.

## Entstehung und Veröffentlichung des Mangas
Kimba, der weiße Löwe erschien in Japan von November 1950 bis April 1954 im Manga-Magazin Manga Shōnen des Verlags Gakudosha. Die Einzelkapitel erschienen später auch in drei Sammelbänden. Eine erste Neuauflage folgte bei Hobunsha, eine zweite bei Kodansha. In den 1960er und 1970er Jahren überarbeitete Tezuka die Geschichte einige Male und zeichnete weitere Serien und Remakes rund um Kimba. Die endgültige Fassung erschien 1977.
Die Serie mit insgesamt über 600 Seiten war die erste Arbeit Tezukas, die in einem Magazin veröffentlicht wurde, und wurde schnell zu einem Erfolg. Der Manga war stark beeinflusst von Disneys Bambi und gilt teilweise auch als japanische Antwort auf den Film.
Auf Deutsch erschien die Serie im Jahr 2001 bei Carlsen Comics in drei Bänden.
Inzwischen bringt der Verlag eine Neuausgabe in 2 Hardcover-Bänden heraus. Der zweite Band davon erschien am 28. August 2012.

## Adaptionen

### Erste Serie
Tezukas Anime-Studio Mushi Productions produzierte auf Basis des Mangas eine Anime-Serie mit 52 Folgen, bei der Hayashi Shigeyuki Regie führte. Künstlerischer Leiter war Tsuyoshi Matsumoto. Die Verfilmung von Jungle Taitei war die erste farbige Fernsehserie Japans. Dies ist auf die Beteiligung der amerikanischen Firma NBC Enterprises zurückzuführen, die keine Schwarz-Weiß-Serie senden wollte und 1964 mit der Aussicht auf eine Farbserie für die Mitfinanzierung gewonnen werden konnte. Doch auch die japanischen Geldgeber hatten Mushi Production gedrängt, eine Serie in Farbe zu produzieren. NBC nahm auch weiteren Einfluss auf die Produktion, so wurden die Folgen 1 und 8 so produziert, dass die Folgen 2 bis 7 in der amerikanischen Fassung weggelassen werden konnten. Diese behandeln Kimbas Zeit bei Kenichi, die der amerikanische Sender nicht zeigen wollte. NBC setzte außerdem durch, dass Kimba ein junger Löwe bleibt und nicht wie im Manga gänzlich erwachsen wird, und dass die Folgen wie in amerikanischen Serien eine jeweils abgeschlossene Handlung haben statt der epischen des Mangas. Tezuka plante daher, die Geschichten über den erwachsenen Kimba in einer zweiten Staffel zu erzählen, was 1966 auch umgesetzt wurde. Außerdem verlangte NBC, im Hinblick auf die Tierrechts- und Bürgerrechtsbewegungen in den USA, dass keine Grausamkeit von Menschen an Tieren gezeigt werden durften sowie keine Schwarzen. Später wurden diese Vorgaben gelockert und so durften Schwarze auftreten, mussten aber zivilisiert dargestellt werden und durften keine Antagonisten sein. Die Serie wurde als Limited Animation mit Cel-Animation ausgeführt. Für die Serie war ein Budget von 130 Millionen Yen angesetzt, etwa 2,5 Millionen pro Folge.
Der Anime wurde vom 6. Oktober 1965 bis zum 28. September 1966 durch Fuji TV ausgestrahlt. Ab September 1966 folgte die Ausstrahlung in den USA. Die Serie wurde in Frankreich, Spanien, Lateinamerika, Italien, Portugal und auf den Philippinen im Fernsehen ausgestrahlt.
Auf Deutsch wurde Kimba, der weiße Löwe erstmals 1977 im ZDF ausgestrahlt. Die deutsche Fassung besteht jedoch nur aus 39 Episoden. Die fehlenden 13 Episoden wurden später als Bestandteil der Fortsetzungsserie Boubou, König der Tiere ausgestrahlt. Als Grundlage für die deutsche Synchronisation diente die US-Version, in der einige Namen des japanischen Originals geändert worden waren. So heißt „Kimba“ in der japanischen Version „Leo“, „Cäsar“ trägt im Original den Namen „Panja“. Der Anime wurde später durch Sat.1 und Junior wiederholt.

#### Synchronisation
Die deutsche Synchronfassung entstand unter Regie und nach einem Dialogbuch von Siegfried Rabe.
| Rolle (jp./dt.)       | Japanischer Sprecher (Seiyū)   | Deutscher Sprecher          |
| --------------------- | ------------------------------ | --------------------------- |
| Leo/Kimba             | Yoshiko Ōta                    | Oliver Grimm                |
| Panja/Cäsar           | Asao Koike                     | Georg Corten                |
| Kitty                 | Yoshiko Matsuo                 | Cornelia Meinhardt          |
| Cäsars Frau           | Noriko Shindou                 | Bettina Schön               |
| Leona                 | Masako Ikeda                   | Waltraut Habicht            |
| Mary                  | Yoshiko Yamamoto               | Marianne Lutz               |
| Bucky                 | Hajime Akashi                  | Harry Wüstenhagen           |
| Pauly                 | Kinto Tamura                   | Renate Danz                 |
| Cheeta                | Junpei Takiguchi               | Wolfgang Draeger            |
| Dodie                 | Kyouko Toriyama                | Maud Ackermann              |
| Boss Rhino            | Kenji Utsumi                   | Hans W. Hamacher            |
| Kelly Fant            | Kyoshi Kobayashi               | Edgar Ott                   |
| Junge Kimba           | Yoshiko Ōta                    | A. Pawlowski                |
| Dot                   |                                | Andrej Brandt               |
| Dash                  |                                | Andreas Fröhlich            |
| Dinkie                |                                | Julia Biedermann            |
| Speedy Cheetah        |                                | Dorette Hugo                |
| Mixpickle             | Kouhito Maekawa                | Oliver Rohrbeck             |
| Walter Snakely        | Masao Nakasone                 | Joachim Röcker, Gerd Duwner |
| Tubby                 | Setsuo Wakui, Shinpei Sakamoto | Norbert Langer              |
| Wildhüter             | Kazuo Kumakura                 | Heinz Theo Branding         |
| Gazelle               |                                | Erich Fiedler               |
| Schnüffel             | Kousei Tomita                  | Joachim Tennstedt           |
| Pop Wooly             | Tadashi Nakamura               | Holger Kepich               |
| Stachelschwein        |                                | Hans-Georg Panczak          |
| Giraffe               |                                | Peter Matić                 |
| Flieger               | Masao Imanishi                 | Hermann Ebeling             |
| Bigot                 | Kouji Suwa                     | Rolf Schult                 |
| Kranich               |                                | Wilfried Herbst             |
| Samson                | Kin'ya Morikawa                | Manfred Meurer              |
| Onkel Pompus          | Junji Chiba                    | Kurt Waitzmann              |
| Glave                 | Goro Naya                      |                             |
| Kenichi/Ronny         | Nobuaki Sekine                 | Michael Nowka               |
| Higeoyaji/Onkel Harry | Junji Chiba                    | Friedrich Schoenfelder      |
| Erzähler/Daniel       | Hisashi Katsuta                | Klaus Miedel                |

#### Musik
Die Musik der Serie komponierte Isao Tomita, auch den Vorspanntitel Jungle-Taitei (ジャングル大帝 Janguru-Taitei) und das Abspannlied Leo no Uta (レオのうた Reo no Uta). Die Musik wurde später, erstmals für einen Anime, auf einem Album veröffentlicht.
Die US-amerikanische Version des Vorspanns stammt von Bill Giant.

### Zweite Serie
1966 entstand bei Mushi Productions eine Fortsetzung mit 26 Folgen, die einige Jahre nach der ersten Serie spielt. Kimba ist hier bereits erwachsen und hat selbst Kinder. Die Handlung entspricht damit dem letzten Teil des Mangas, der auf Wunsch von NBC in der ersten Serie nicht umgesetzt wurde. Regie führten Hayashi Shigeyuki und Shingo Araki, künstlerischer Leiter war Nobuharu Ito. Die Musik komponierte  Isao Tomita. Die Serie wurde vom 5. Oktober 1966 bis zum 29. März 1967 durch Fuji TV in Japan ausgestrahlt.
Die zweite Serie wurde im französischen und spanischen Fernsehen gezeigt und erschien auch auf Englisch und Italienisch.
23 Folgen dieser Fortsetzung waren erstmals von 1991 bis 1993 auf ProSieben und Kabel eins als Teil (Folge 15–37) der 37-teiligen Serie Boubou, König der Tiere im deutschen Fernsehen zu sehen. In den Folgen 1–14 wurden die in den 70er Jahren nicht synchronisierten Episoden der ersten Serie sowie eine neu synchronisierte Version der 39. Kimba-Folge Dschungeldame mit Hut nachgereicht. Aus rechtlichen Gründen konnten die deutschen Namen aus der ersten Serie nicht beibehalten werden, sodass Kimba in Boubou umbenannt wurde.
1996 erschien die Serie in einer weiteren Synchronfassung komplett auf VHS und Video-CD unter dem Titel „Der Löwen-König“. Alle Namen wurden erneut verändert, so wurde aus Kimba bzw. Boubou „Leo“, und alle Bezüge zur vorherigen Serie wurden entfernt.

#### Synchronisation
| Rolle     | Japanischer Sprecher (Seiyū) |
| --------- | ---------------------------- |
| Leo       | Takashi Toyama               |
| Rukio     | Eiko Masuyama                |
| Purasu    | Goro Naya                    |
| Leah      | Haruko Kitahama              |
| Higeoyaji | Junji Chiba                  |
| Ronmel    | Toeu Ohira                   |

### Dritte Serie
1989 produzierte das Studio Tezuka Productions unter der Regie von Rintaro und Takashi Ui eine dritte Serie mit 52 Folgen. Das Charakterdesign entwarf Yoshiaki Kawajiri. Die Serie wurde vom 12. Oktober 1989 bis zum 11. Oktober 1990 von TV Tokyo in Japan ausgestrahlt. Der Anime stellt, ähnlich wie die erste Serie, vor allem den heranwachsenden Kimba (oder in dieser Übersetzung „Leo“) in den Vordergrund.
Die Serie wurde unter anderem ins Englische, Polnische, Französische und Portugiesische übersetzt. Sie lief auf dem Bezahlfernsehsender Junior unter dem Titel Leo – Der kleine Löwenkönig im deutschen Fernsehen.

#### Synchronisation
Die deutsche Synchronfassung entstand bei der Arena Synchron GmbH in Berlin unter Regie und nach einem Dialogbuch von Norbert Steinke.
| Rolle!              | Japanischer Sprecher (Seiyū)                             | Deutscher Sprecher                            |
| ------------------- | -------------------------------------------------------- | --------------------------------------------- |
| Leo                 | Shinnosuke Futumoto (Teenager) Megumi Hayashibara (Kind) | Sebastian Schulz (Teenager) Arda Vural (Kind) |
| Liya                | Sakiko Tamagawa                                          | Giuliana Jakobeit                             |
| Coco                | Shigeru Chiba                                            | Sven Plate                                    |
| Tony                | Sukekiyo Kameyama                                        | Wilfried Herbst                               |
| Bubu                | Tesshou Genda                                            | Roland Hemmo                                  |
| Ham Egg             | Kei Tomiyama                                             | Gerald Paradies                               |
| Marody              | Kiyoshi Kobayashi                                        | Hermann Ebeling                               |
| Keruru              | Hiroshi Masuoka                                          | Kim Hasper                                    |
| Amuzi               | You Inoue                                                | Tobias Müller                                 |
| Totto               | Ryusei Nakao                                             | Peter Groeger                                 |
| Geier               | Tatsuyuki Jinnai                                         | Eberhard Prüter                               |
| Kutter              | Hiroshi Masuoka                                          | Andreas Mannkopff                             |
| Captain Lucifer     | Yuusaku Yara                                             | Stefan Staudinger                             |
| Altes Nashorn       | Kouhei Miyauchi                                          | Gerhard Paul                                  |
| Große Mutter        | Taeko Nakanishi                                          | Maresi Bischoff-Hanft                         |
| Konga               | Masako Katsuki                                           | Claudia Urbschat-Mingues                      |
| Leona               | Sumi Shimamoto                                           | Heidrun Bartholomäus                          |
| Kenichi             | Kappei Yamaguchi                                         | Marcel Gröner                                 |
| Dr. Shunsaku Ban    | Mahito Tsujimura                                         | Klaus Jepsen                                  |
| Martha (Vogel)      | Rihoko Yoshida                                           | Sonja Deutsch                                 |
| Eliza (Leos Mutter) | Sumi Shimamoto                                           | Gabriele Schramm-Philipp                      |
| Panja (Leos Vater)  | Isao Sasaki                                              | Gerd Holtenau                                 |

#### Musik
Die Musik der Serie wurde von Tomoyuki Asakawa komponiert. Für den Vorspann verwendete man das Lied Savanna o Koete (サバンナを越えて Sabanna wo Koete) von Ichiro Mizuki, das Abspannlied ist Yūbae ni Nare (夕映えになれ) von Tomoko Tokugai.

### Kinofilme
1966 kam der Film Chōhen Jungle Taitei in die japanischen Kinos. Bei der Produktion von Mushi Productions führte Eiichi Yamamoto Regie.
Mit Jungle Emperor Leo – Der Kinofilm (劇場版 ジャングル大帝 Gekijōban Jungle Taitei) wurde 1997 ein weiterer Kinofilm zur Serie veröffentlicht. Regie führte Yoshio Takeuchi. Er zeigt die Geburt und das Leben von Kimbas Kindern Lune und Lukio. Auf Deutsch erschien er am 11. Juli 2008 durch OVA Films.

## Rezeption und Interpretation

### Analyse
Das Werk stellt eine nach menschlichem Vorbild gestaltete Gesellschaft von Tieren vor, die nach Gerechtigkeit strebt. Dabei verbünden sich die Tiere gegen die Zerstörung ihres Lebensraums durch den Menschen und wollen als dem Menschen gleichberechtigt anerkannt werden. Dafür setzt Kimba auch durch, dass die Fleischfresser Vegetarier werden und die Tiere beginnen, Ackerbau zu betreiben. Dabei vermittelt die Geschichte laut Fred Patten, dass Probleme, die für Kinder einfach erscheinen können, für Erwachsene sehr komplex werden.

### Einordnung in das Werk Tezukas
Die Fernsehserie Kimba war die zweite von Tezuka produzierte Animeserie und auch die letzte, die unter seiner persönlichen Leitung entstand. Alle danach produzierten Serien von Mushi Productions entstanden ohne ihn und Tezuka widmete sich weiterhin Mangas und Kurzfilmen.

### Rezeption und Wirkung
Die Animeserie war in Japan sofort ein großer Erfolg, wobei die erstmalige Ausstrahlung einer Serie in Farbe dabei wahrscheinlich eine große Rolle spielte. Auch der Soundtrack wurde, ebenfalls erstmals für einen Anime, ein großer Verkaufserfolg. Frederik L. Schodt bezeichnet den Anime als Pionierleistung. In Japan sind Manga und Fernsehserie bis heute bekannt und Kimba hat gemeinsam mit Astro Boy für das Gesamtwerk Tezukas die Bedeutung, die die Figuren Micky Maus und Donald Duck für Disney haben. Die Musik der Serie, komponiert von Isao Tomita, ist in Japan zum Teil der klassischen Kindermusik geworden. Auch Spielzeug, Figuren und andere Merchandising-Artikel sind noch lange nach Ausstrahlung der Serie im Handel.
In den USA hatte die Serie großen Erfolg und es wurden auch Merchandising-Artikel wie Puppen zu Kimba vertrieben. Die zweite Ausstrahlung der Serie war mit ausschlaggebend für die Gründung der ersten Anime-Fanclubs in den Vereinigten Staaten.

### Kontroverse umKönig der Löwen
Der Film Der König der Löwen der Walt Disney Company wird von Kennern der Serie häufig als Neufassung von Kimba bezeichnet. Dies wird mit einer ähnlichen Handlung, dem Heranwachsen eines Löwenkindes ohne Vater, und vielen Ähnlichkeiten in Charakteren und Namen begründet. Von Seiten Disneys wurde bestritten, dass die am Film Beteiligten von Tezukas Serie wussten. Jedoch sagte Matthew Broderick, Sprecher von Simba in König der Löwen, dass er den Film für eine Neufassung von Kimba hielt.
Fred Patten stellt dazu fest, dass Der König der Löwen viele Parallelen zu Kimba enthält, aber auch viele originäre Inhalte. Den Kern der Diskussion sieht er darin, dass Disney den König der Löwen als erste selbst erfundene Geschichte vermarktet hat. Dies sei jedoch, unabhängig von möglichen Anleihen von Kimba, nicht der Fall, da viele ältere Werke bereits Geschichten um einen Adelshof von Tieren erzählen, in denen der Löwe König ist. Zudem stellte Patten fest, dass Disney auf Grund des großen Erfolgs und der Bedeutung Kimbas und Tezukas in Japan von dem Werk hätten wissen müssen, was von Seiten Disneys immer wieder dementiert wurde. Dies sei aber ein Armutszeugnis für Disney selbst, da das Studio doch stets behaupten würde, über die Animationsbranche weltweit gut informiert zu sein.
Tezukas Familie und Tezuka Productions sind niemals gerichtlich gegen Disney vorgegangen und haben das amerikanische Studio nie der Copyright-Verletzung beschuldigt. Der Präsident von Tezuka Productions, Yoshihiro Shimizu, wies darauf hin, dass viele der Angestellten des japanischen Animationsstudios zwar geringfügige Ähnlichkeiten festgestellt haben, beide Werke jedoch als eigenständig zu betrachten sind. Osamu Tezukas Sohn, Makoto Tezuka, erklärte in seinem Buch, dass die Kontroverse ihren Ursprung in den Staaten hatte und sei damit zu erklären, dass die Fans und Kritiker mit den Vorwürfen ihren Unmut über das zweifelhafte, offizielle Dementi seitens Disney ausdrücken wollten. Er selber weigerte sich stets an diesen Beschuldigungen und der damit zusammenhängenden Diffamierungskampagne zu beteiligen und äußerte Unmut darüber, dass das Vermächtnis und der Ruf seines Vaters durch diese fälschlichen Vorwürfe beschmutzt werden könnten. Makato Tezuka bestätigte, dass Kimba und Der König der Löwen zwei unterschiedliche Geschichten sind.